# 나탈리 모엘하우젠
나탈리 모엘하우젠(브라질 포르투갈어·이탈리아어: Nathalie Moelhausen, 1985년 12월 1일~)은 브라질의 펜싱 선수로 주 종목은 에페이다. 2013년까지 이탈리아 국가대표로 활동하며 2009년 세계 펜싱 선수권 대회의 에페 단체 부문에서 우승을 거두었던 경험이 있다. 2012년 하계 올림픽의 여자 에페 단체전에 교체요원으로 출전하였으나, 팀은 7위에 머물렀다.
현재 파리에 거주 중이며, 다니엘 레바바쇠르 코치의 지도를 받고 있다.